# Парламентские выборы в Эстонии (1999)
Парламентские выборы состоялись в Эстонии 7 марта 1999 года. Выборы имели катастрофические последствия для Эстонской коалиционной партии (Eesti Koonderakond), которая, вместе с двумя своими небольшими союзниками, получила только семь мест в парламенте. Эстонская партия селян, которая участвовала в выборах вне коалиций, также получила семь мест.
Программа правительства Марта Лаара была подписана партиями Союз Отечества, Партией реформ Эстонии, Народной партией умеренных и Народной партией. Последние две вскоре после этого объединились, таким образом второе правительство Марта Лаара стало широко известно как Kolmikliit или Трехпартийная коалиция. Несмотря на различия в политических идеологиях правящих партий, коалиция оставалась единой до тех пор, пока Март Лаар не ушел в отставку в декабре 2001 года, после того, как аналогичная коалиция распалась в муниципалитете Таллинна, что сделало лидера оппозиции Эдгара Сависаара новым мэром Таллина. После отставки Лаара, Партия реформ и Центристская партия Эстонии сформировали коалицию, которая продержалась до следующих парламентских выборов в 2003 году.

## Избирательная система
Избирательный барьер был установлен на уровне 5 % голосов. Избирательные картели были запрещены, но это не помешало партиям включать членов других партий в свои избирательные списки.

## Результаты голосования
| Партия                                   | Голоса  | %    | Места | +/- |
| ---------------------------------------- | ------- | ---- | ----- | --- |
| Центристская партия Эстонии              | 113 378 | 23,4 | 28    | +12 |
| Исамаалийт                               | 77 917  | 16,1 | 18    | +10 |
| Партия реформ Эстонии                    | 77 088  | 15,9 | 18    | -1  |
| Умеренные [a]                            | 73 630  | 15,2 | 17    | +11 |
| Эстонская коалиционная партия [b]        | 36 692  | 7,6  | 7     | -   |
| Эстонская партия селян                   | 35 204  | 7,3  | 7     | -   |
| Объединенная народная партия Эстонии [c] | 29 682  | 6,1  | 6     | -   |
| Эстонская христианская партия            | 11 745  | 2,4  | 0     | Нов |
| Русская партия Эстонии                   | 9825    | 2,0  | 0     | -   |
| Эстонская голубая партия                 | 7745    | 1,6  | 0     | 0   |
| Союз фермеров                            | 2421    | 0,5  | 0     | -   |
| Партия прогресса                         | 1854    | 0,4  | 0     | Нов |
| Независимые кандидаты                    | 7058    | 1,5  | 0     | 0   |
| Недействительные/испорченные бюллетени   | 8117    | -    | -     | -   |
| Сумма                                    | 492 356 | 100  | 101   | 0   |
| Количество избирателей/явка              | 857 270 | 57,4 | -     | -   |
| Source: Nohlen & Stöver                  |         |      |       |     |

a  В партийный список Умеренных были включены представители Народной партии Эстонии.
b  В партийный список Эстонской коалиционной партии были включены представители Эстонского союза селян и Партии эстонских пенсионеров и семей.
c  В партийный список Объединенной народной партии Эстонии были включены представители Эстонской социал-демократической рабочей партии и Русской партии единства.